# 貝雷日齊
51°10′4″N 23°52′22″E / 51.16778°N 23.87278°E
貝雷日齊（羅馬化：Berezhtsi）是烏克蘭的村落，位於該國西部沃倫州，由科韋爾區負責管轄，始建於1510年，面積1.86平方公里，海拔高度173米，2001年該村落人口718。